# Francisco de Godoy (obispo)
Francisco Godoy del Campo (* Osorno, ca. 1600 - † Huamanga, 1659) fue un clérigo y catedrático criollo que ocupó importantes cargos académicos y eclesiásticos en el Virreinato del Perú. Rector de la Universidad de San Marcos y obispo de Huamanga.

## Biografía
Sus padres fueron el riojano Francisco del Campo y Gómez Ahumada, encomendero de Sicasica, y la dama osornina Isabel Rosa de Godoy, encomendera de Las Lomas y Copallén. Hermano menor del también rector sanmarquino Juan del Campo Godoy. Inició sus estudios en el Colegio Mayor de San Felipe y San Marcos (1612) y los prosiguió en la Universidad de San Marcos, donde obtuvo el grado de Doctor en Sagrada Teología. 

### Labor docente
Aún era colegial, cuando empezó a dictar la cátedra de Artes en la Universidad (1616), pasando posteriormente a las de Nona, Vísperas y Prima de Teología (1630-1645) e incluso fue elegido rector por el claustro sanmarquino (1643). Durante su gestión, se estableció la cátedra de Prima de Teología de Santo Tomás, a cargo de la orden dominica.

### Carrera eclesiástica
Hecha su profesión religiosa, se desempeñó en el curato de Pisco y a su vuelta a Lima, estuvo en las parroquias de Santa Ana y de la Catedral. Pasó a ocupar una canonjía en el Cabildo diocesano de Arequipa, siendo promovido a las dignidades de tesorero, chantre, arcediano y deán (1634). Posteriormente, ocupó una canonjía magistral en el Cabildo Metropolitano de Lima (1637), y fue elegido obispo de Asunción (1645), pero no llegó a tomar posesión de su sede al continuar en la silla episcopal Bernardino de Cárdenas, por lo que fue promovido a las dignidades de arcediano (1646) y deán (1648). Nombrado obispo coadjutor de Huamanga (1650), fue consagrado como titular por el arzobispo Pedro de Villagómez (1652). Luego de tomar posesión de su diócesis, efectuó dos sínodos e hizo una visita eclesiástica procurando evitar los abusos a los indígenas. Había sido elegido y confirmado como obispo de Trujillo cuando lo sorprendió la muerte.
| Predecesor: Cristóbal de la Cerna  | Rector de la Universidad de San Marcos 1643 - 1644 | Sucesor: Juan Blázquez de Valverde |
| Predecesor: Antonio Corderiña Vega | Obispo de Huamanga 1650 - 1659                     | Sucesor: Cipriano de Medina y Vega |